# Criminalità organizzata

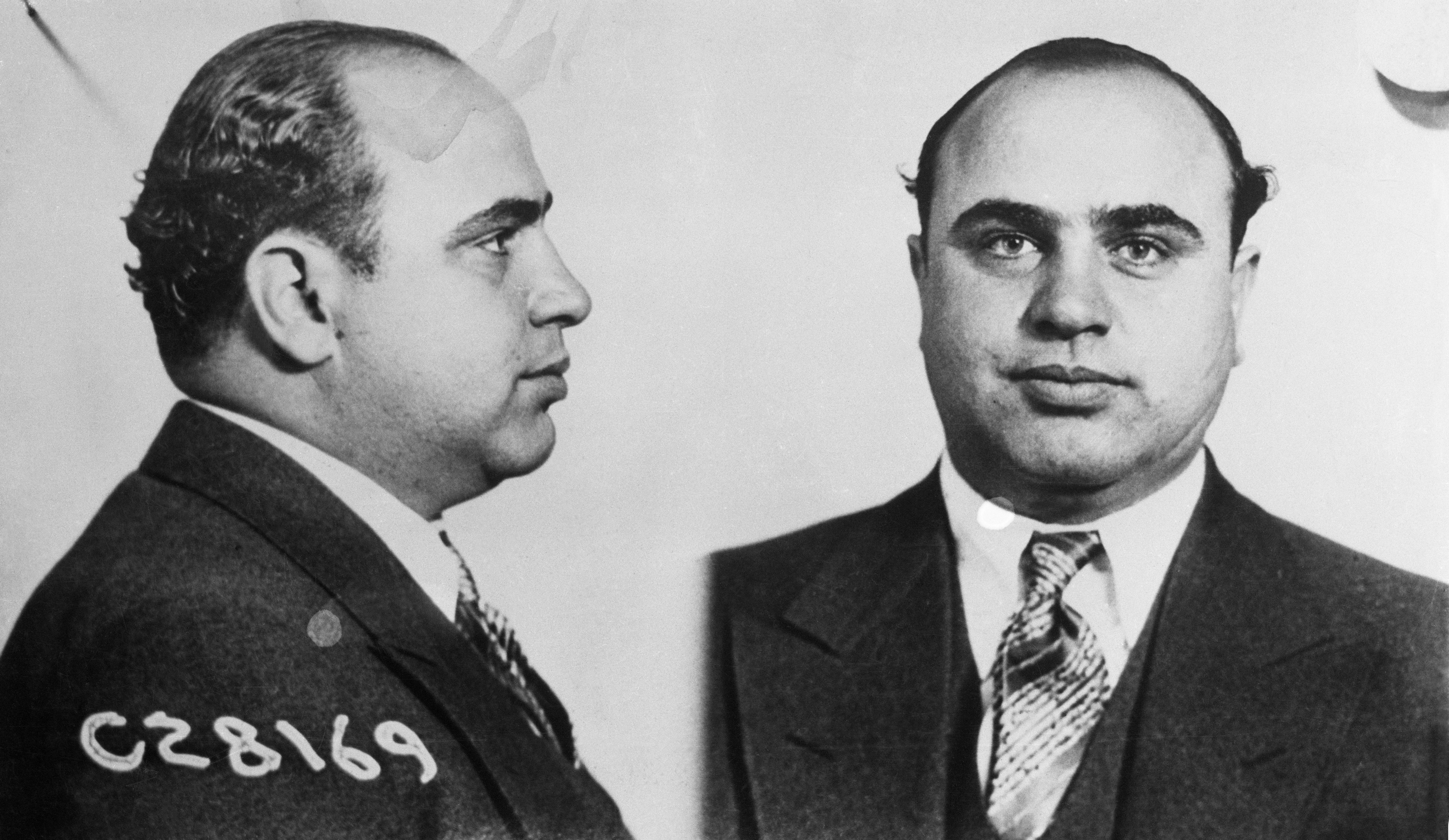
Al Capone (1899-1947), simbolo del gangsterismo e della crisi della legalità che gli Stati Uniti d'America ebbero ad affrontare durante il proibizionismo.

La definizione di criminalità organizzata (o crimine organizzato) indica le attività criminose di particolari tipi di organizzazioni, definite organizzazioni criminali, non costituite in maniera fortuita per la commissione estemporanea di reati, ma organizzate in maniera relativamente stabile con uno schema gerarchico e con un obiettivo comune.
Solitamente lo scopo ultimo di tali organizzazioni è il profitto economico, ma nell'accezione possono essere considerati gruppi come le organizzazioni terroristiche, che sono invece di matrice politica, ideologica o sociale.

## Storia

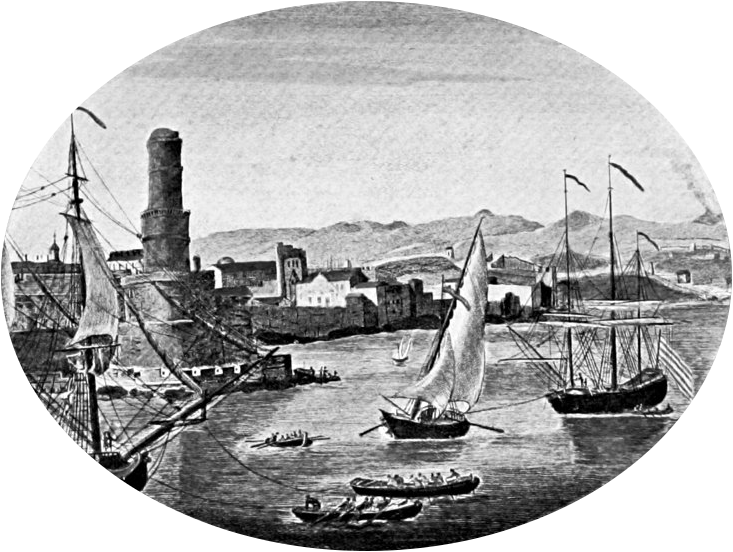
La vecchia Port Royal, centro della pirateria nei Caraibi nel XVII secolo. Fu distrutta da un terremoto nel 1692.

Oggi la criminalità è considerata prettamente come un fenomeno urbano, ma per la maggior parte della storia umana è stato il mondo rurale ad essere espressione della criminalità organizzata esportando nell'ambiente urbano le azioni delle principali organizzazioni criminose. Pirati, banditi e briganti attaccavano le vie commerciali, incidendo in maniera pesante sull'aumento dei costi dei beni, dei tassi assicurativi e dei prezzi al consumatore. Secondo il criminologo Paul Lunde, "la pirateria e il banditismo sono stati per il mondo pre-industriale quello che la criminalità organizzata è oggi per la società moderna".
((EN)  Robert Sullivan, Mobsters and Gangsters: Organized Crime in America, from Al Capone to Tony Soprano, New York: Life Books, 2002.)
Come afferma Lunde, "i conquistatori barbari, sia Vandali, che Goti, Normanni, o le orde turche e mongole, non sono normalmente considerate gruppi criminali organizzati, ma hanno in comune con le organizzazioni criminali di successo molte caratteristiche. Essi non avevano, per la maggior parte, una base ideologica o etnica predominante, facevano uso di violenza e di intimidazione, e rispettavano codici di legge propri".
Secondo James Finckenauer, il primo vero "padrino" di un'organizzazione criminale fu Clodio che operò nella Roma antica in particolare tra gli anni 59 e 50 a.C. Il suo principale rivale era Milo, ex gladiatore che aveva come guardaspalle un gruppo di schiavi armati. Nel corso del Medioevo i gruppi di briganti e più in generale i fenomeni del banditismo e del brigantaggio possono essere considerati forme di criminalità organizzata. I banditi e i briganti, soprattutto quelli unitisi in gruppi, operavano in particolare sulle vie commerciali compiendo rapine ai danni di viandanti, commessi viaggiatori ma anche di semplici cittadini o popolani. Col tempo, il brigantaggio divenne espressione di rivolta da parte dei contadini verso lo strapotere e le forme di sfruttamento dei poteri feudali e dei proprietari terrieri. Gruppi di ribelli operavano in maniera ciclica in corrispondenza di rivolte e moti insurrezionali in particolare nelle fasce rurali del sud Italia dal XV secolo in poi. Di solito, il ritorno alla normalità coincideva con forti interventi militari da parte del potere costituito con eventuali massacri di massa al seguito. A livello globale, dai XV secolo è la pirateria a rappresentare la principale forma di criminalità organizzata. La pirateria mostrava tutte quelle caratteristiche oggi riconducibili alle organizzazioni di stampo mafioso: i suoi interessi spaziavano dal contrabbando ai furti su commissione, dal mercato nero alla corruzione e i principali gruppi potevano vantare anche forti connessioni con la politica.
Per la moderna struttura tipicamente mafiosa ci si riferisce a quella della mafia in Sicilia nel XVIII secolo. La diffusione del sistema mafioso in Sicilia è da ricercarsi nella posizione strategica dell'isola nel Mar Mediterraneo, che portò il suo territorio ad essere occupato a più riprese da popolazioni ostili. Questa situazione instabile col tempo determinò un'atavica mancanza di fiducia da parte della popolazione verso ogni forma di autorità costituita ed i relativi sistemi legali. La famiglia divenne così il fulcro della vita quotidiana e si sviluppò un sistema sociale in cui le dispute e le controversie venivano regolate al di fuori dei confini delle leggi stabilite dall'occupante di turno.
C'è da dire che organizzazioni di stampo mafioso possono essere ricercate in epoche precedenti anche nell'organizzazione proto-camorristica della Bella Società Riformata, costituitasi a Napoli ufficialmente nel 1820 ma già operante sul territorio da diversi secoli tramite un sistema di referenti territoriali definiti capintesta e capintriti, e rimodernata, in Campania, dal boss Raffaele Cutolo alla fine degli anni settanta del XX secolo dando inizio alla nuova era della Nuova Camorra Organizzata. Per questo motivo, la Camorra è considerata la prima organizzazione mafiosa italiana. Organizzazioni ancor più antiche sono la Triade cinese e la Yakuza giapponese.

## Descrizione
Un gruppo di criminali o una banda, tipicamente una banda di strada, può definirsi "organizzazione criminale" nel momento in cui la sua struttura è disciplinata in modo tale che si possa identificare nel gruppo una struttura verticistica di base o un modus operandi comune tra i vari membri dell'organizzazione oltre ad altre caratteristiche che possono essere secondarie come l'appartenenza etnica, religiosa o ideologica, la durata del vincolo associativo e il grado di gravità dei reati commessi.
In particolare, la mafia è una tipologia di organizzazione criminale e si riferisce ad un variegato numero di organizzazioni operanti in molte parti del mondo. La prima organizzazione ad essere etichettata con questo nome fu la mafia siciliana, nota anche come cosa nostra, nome affibbiato alla setta originariamente dai suoi stessi membri. In seguito, la denominazione è stata applicata a molte altre organizzazioni criminali locali, nazionali e transnazionali come la mafia russa, la mafia cecena, la mafia irlandese, le Triadi cinesi, la Yakuza.
Ci sono anche una serie di organizzazioni, localizzate in molte parti del mondo, che sono prive di qualsiasi specifico legame afferibile ad un background etnico o territoriale ma che operano con un metodo comune definibile come "mafioso", come i cartelli internazionali della droga, che operano servendosi di numerose cellule sparse in diversi territori e che includono, tra le loro file, membri di diversa estrazione etnica e sociale, dal produttore iniziale al dettagliante finale. Le organizzazioni terroristiche sono considerate una tipologia di organizzazione criminale, ma esse hanno obiettivi politici piuttosto che esclusivamente finanziari, per cui vi è sovrapposizione, ma non separazione tra terrorismo e criminalità organizzata.
È un errore utilizzare la denominazione "criminalità organizzata" per riferirsi ad un fenomeno chiaro, amalgamato e ben definito. Le osservazioni sulle organizzazioni criminali mostrano un universo molto meno organizzato e molto più diversificato di quanto possa sembrare esternamente. Le attività criminali organizzate possono essere meglio inquadrate in una tipologia di impresa definibile come "impresa criminale" piuttosto che in una definizione concettualmente molto meno chiara come "organizzazione criminale". Molti dei tentativi di definire la criminalità organizzata enfatizzano la natura prettamente corporativa delle organizzazioni criminali, l'organizzazione e la gerarchia dei membri, l'uso della violenza e della corruzione, e il loro carattere unicamente extra-giurisdizionale. In realtà le organizzazioni criminali nel tempo hanno dimostrato di potersi integrare perfettamente nella società civile apparendo sotto svariate forme, e questo in luoghi e in tempi diversi. A causa della molteplicità delle sfaccettature di una tale forma di criminalità, appare evidente che una risposta semplice e chiara alla domanda "cos'è un'organizzazione criminale?" sia molto difficile.
Non tutti i gruppi presentano le stesse caratteristiche strutturali e la violenza, la corruzione, la costituzione e la continuità di più giri d'affari sono le caratteristiche essenziali che possono definire una organizzazione criminale.
Altri sottolineano l'importanza del potere, del profitto e della continuità, definendo le caratteristiche del comportamento criminale organizzato:
- non ideologico: ovvero guidato al profitto;
- gerarchico: pochi gruppi dirigenti e molti membri operativi;
- a partecipazione limitata o esclusivo, prevede il mantenimento del segreto e la fedeltà dei soci;
- continuità temporale attraverso una politica di nuovi reclutamenti;
- uso della violenza e della corruzione;
- divisione specializzata del lavoro per raggiungere gli obiettivi dell'organizzazione;
- approccio monopolistico tramite il controllo di mercato per massimizzare i profitti;
- costituzione di un insieme di regolamenti espliciti all'interno dell'organizzazione (il cosiddetto "codice d'onore").

### Modelli di organizzazione
Gli approcci principali per la comprensione delle strutture delle organizzazioni criminali come sistemi sociali sono tendenzialmente tre:
- Organizzazioni come sistemi razionali: strutture altamente formalizzate in termini di burocrazia e di gerarchia, con sistemi formali di norme in materia di autorità e con obiettivi altamente specifici. La massimizzazione del profitto è prioritaria.
- Organizzazioni come sistemi naturali: i partecipanti possono considerare l'organizzazione come un fine in sé, non soltanto un mezzo per raggiungere altri scopi. Promuovere i valori di gruppo per mantenere la solidarietà tra i membri viene considerata una prassi fondamentale. Questi gruppi non si basano sulla massimizzazione del profitto e la loro violenza, perpetrata in nome delle relazioni tra i membri e dell'unità di gruppo, è spesso rimarchevole e fine a se stessa.
- Organizzazioni come sistemi aperti. Questi gruppi mostrano un alto livello di interdipendenza tra i membri e l'ambiente in cui operano. Non esiste una particolare metodologia organizzativa così come non esistono gerarchie e modus operandi predefiniti. I gruppi tendono ad adattarsi all'ambiente e alle circostanze.

Altre organizzazioni criminali possono rivelarsi come una combinazione di tutte e tre le tipologie.
Alcune forme di criminalità organizzata possono operare anche a livello internazionale, sebbene attualmente non esista un tribunale internazionale in grado di provare reati risultanti da tali attività (la competenza della Corte penale internazionale si estende solo nel giudizio di reati contro l'umanità come, ad esempio, il genocidio).
Se una rete criminale opera principalmente all'interno di una giurisdizione ma svolge la sua attività illecita anche all'interno di altre giurisdizioni è definibile come "internazionale", anche se può essere appropriato utilizzare il termine "transnazionale" per etichettare le attività di un gruppo criminale incentrate non all'interno di una sola giurisdizione ma in molte altre realtà territoriali e giurisdizionali.
L'accumulo di potere sociale, economico e politico diventa così il cuore di tutte le attività delle organizzazioni criminali:
- potere sociale: i gruppi criminali cercano di detenere il controllo sociale, in relazione a determinate comunità;
- potere economico: i gruppi cercano di influenzare l'economia, per mezzo della corruzione o di prassi coercitive legittime e illegittime;
- potere politico: i gruppi utilizzano la corruzione e la violenza per raggiungere il potere e lo status politico.[13]

### La struttura dellamafia

La struttura tipica di una famiglia mafiosa tradizionale.

Il modello di Cosa nostra sviluppato da Donald Cressey studia solo famiglie mafiose e questo limita una visione più ampia della criminalità organizzata. In questo modello di studio le strutture dell'organizzazione sono formali e razionali con ruoli definiti, limitano l'ingresso di nuovi membri e influenzano le regole stabilite per il mantenimento dell'organizzazione e per il suo sostentamento.
In questo contesto vi è una differenza tra il crimine organizzato e quello professionale, ci sono una gerarchia ben definita di ruoli per i capi e per gli affiliati, delle regole precise e degli obiettivi specifici che determinano il loro comportamento, e le organizzazioni sono formate come un sistema sociale razionalmente progettato per massimizzare i profitti. Secondo Joseph Albini le organizzazioni criminali rappresentano basilarmente reti clientelari (relazioni patrono-cliente) piuttosto che gerarchie razionali o società segrete.
Nel modello di Albini, le reti sono caratterizzate da un sistema sciolto di rapporti di potere in cui ogni partecipante è interessato a ricercare principalmente il proprio tornaconto personale. Gli imprenditori criminali sono i protettori, capi e gestori dell'intera organizzazione e scambiano informazioni o favori con i propri clienti al fine di ottenere il loro sostegno. I clienti possono includere membri di bande, politici locali e nazionali, funzionari del governo e persone impegnate in attività non criminose. Le persone all'interno della rete possono non appartenere al nucleo dell'organizzazione, ossia non fare parte dell'organizzazione in maniera diretta ma possono comunque divenire committenti ed essere favoriti nelle loro attività dal rapporto clientelare. Approcciando le visioni di Cressey e Albini, Francis A. J. Ianni ha studiato i sindacati del crimine italo-americani a New York e in altre città.
La parentela è vista come la base dell'organizzazione criminale; questa include sia i veri e propri legami di sangue sia i legami fittizi come quello tra padrino e figlioccio, e sono le azioni impersonali, e non lo status o l'affiliazione dei membri, a definire il gruppo. Le regole di comportamento comuni e gli aspetti comportamentali all'interno della rete sono i seguenti:
- la famiglia opera come un'unità sociale, con le funzioni sociali e quelle relative al business che si fondono;
- le posizioni di leadership principali sono basate sulla parentela;
- maggiore è la posizione, più stretto è il rapporto di parentela;
- il gruppo assegna le posizioni di leadership ad un gruppo centrale di membri familiari, inclusi rapporti parentali fittizi o eterei;
- ai gruppi dirigenti vengono assegnate le imprese legali o quelle illegali, ma non entrambe;
- il trasferimento di denaro dalle imprese legali e quelle illegali è individuale, non riguarda le imprese.

Un esempio di legami familiari come base forte di organizzazioni criminali sono i gruppi mafiosi del sud Italia, organizzazioni in cui la famiglia rappresenta, più che lo Stato o la Chiesa, la base dell'ordine sociale e della moralità.

### Bande di strada

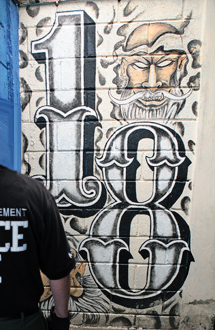
Graffito della 18th Street Gang, una delle più forti e influenti bande di strada californiane.

La denominazione "bande di strada" (o gang di strada) è comunemente usata in maniera intercambiabile con "bande giovanili". "Strada" si riferisce al quartiere o alla strada che fungono da base per i gruppi mentre "giovanili" si riferisce all'età media dei componenti di questi gruppi, di solito molto bassa rispetto a quella di altri tipi di organizzazioni criminali (se trattasi di minori o giovanissimi si parla anche di baby gang e delinquenza minorile).
Walter B. Miller (1992) definisce la gang di strada come un'associazione auto-formatasi di coetanei uniti da interessi comuni, con una leadership identificabile e un'organizzazione interna, che agiscono collettivamente o individualmente per raggiungere scopi specifici, compresa l'esecuzione di attività illegali e il controllo di un determinato territorio, di una struttura o di un'impresa comune.
Secondo Albert K. Cohen (1955): gli adolescenti della classe operaia si uniscono in bande a causa della loro frustrazione per l'incapacità di raggiungere lo status della classe media.
Richard Andrew Cloward e Lloyd Ohlin (1960) sostengono che la mancanza di opportunità, distribuite a livello sociale in maniera ineguale, porta alla formazione di tipi diversi di bande (alcune si focalizzano su rapine e furti o sull'immediato profitto economico, altre sulla lotta e sul conflitto ideologico, altre ancora si concentrano sull'assunzione di droga);
Secondo David Downes e Paul Rock (1988) non esiste un gruppo etnico più disposto al coinvolgimento in attività di bande di strada rispetto ad un altro, più che altro è la condizione dell'essere emarginati, alienati o respinti che rende alcuni gruppi sociali più esposti a questo tipo di attività criminale
Una ricerca avviata nel 1988 per studiare lo spaccio di droga in strada, in particolare il traffico di cocaina, da parte delle bande di strada della California, ha cercato di determinare in che modo i membri dei vari gruppi socializzino tra loro in rapporto al business del traffico di stupefacenti. Questa ricerca si è concentrata anche sulla possibilità che le bande di strada abbiano o meno strutture formali e gerarchie chiare in rapporto ai gruppi criminali tradizionali formati da individui con un'età media maggiore, e se esse siano razionali nel perseguimento dei loro obiettivi. Alcune bande di strada prese in esame avevano un certo grado di razionalità organizzativa tipico delle organizzazioni criminali tradizionali I membri si consideravano criminali organizzati e le bande costituivano organizzazioni formalmente razionali. con una struttura organizzativa forte e regole e ruoli ben definiti che indirizzavano il comportamento degli affiliati.
Tuttavia alcuni studiosi hanno osservato come le bande di strada abbiano, rispetto alle organizzazioni criminali tradizionali, una struttura non bene amalgamata, sciolta e non ben definita, una coesione tra gli affiliati relativamente bassa, pochi obiettivi comuni e una struttura organizzativa carente. Allo stesso modo, l'uso della violenza non è conforme ai principi che stanno dietro al racket tradizionale, al tipo di intimidazioni e alle attività criminali portate avanti dai gruppi adulti.

### Il "crimine disorganizzato"

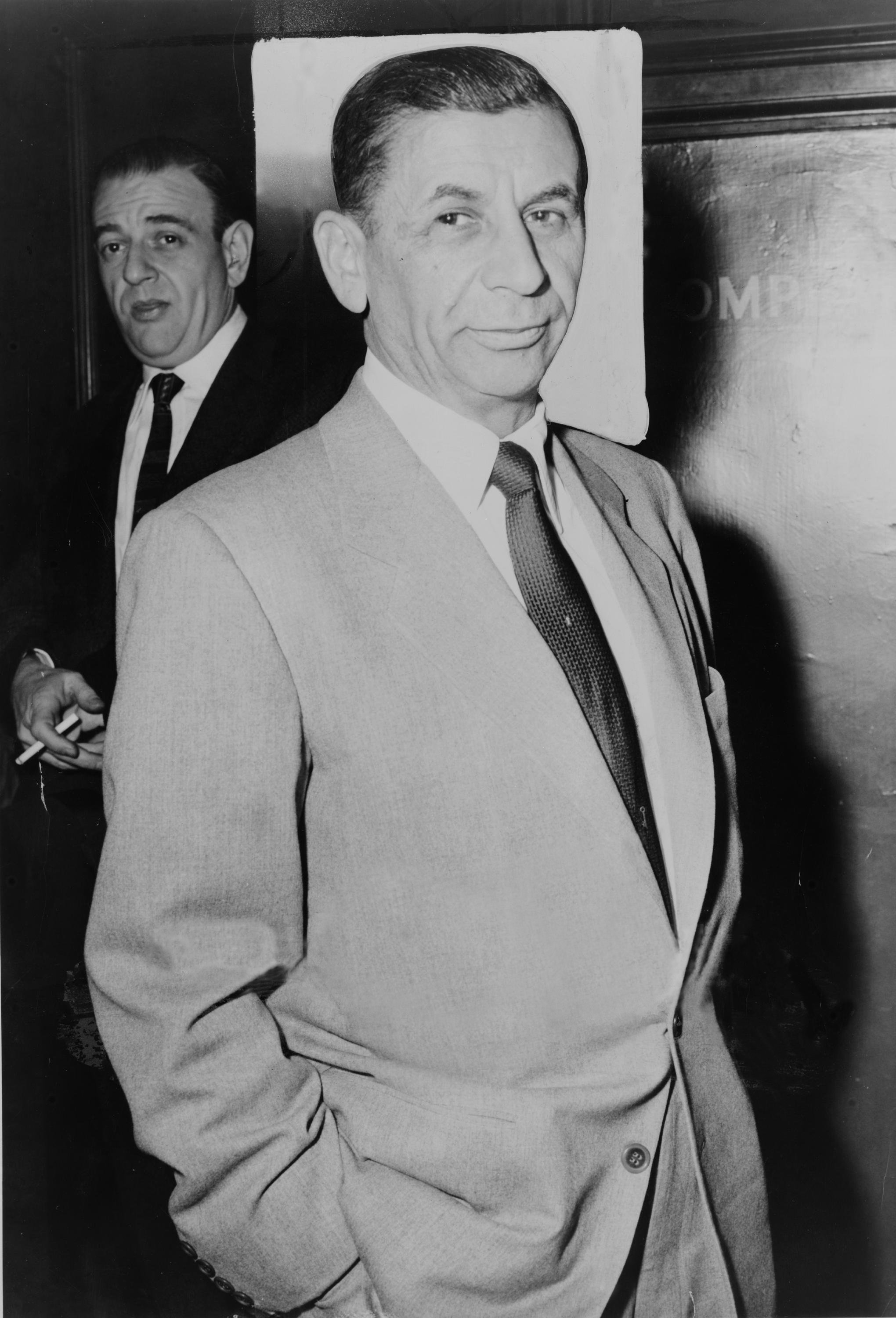
Meyer Lansky.

Una delle tendenze più importanti ad emergere nello studio sistematico della criminalità organizzata negli ultimi anni è la caratteristica per cui essa sembra non essere, in senso formale, "organizzata" a tutti gli effetti. La mancanza di un controllo centralizzato, l'assenza di linee formali di comunicazione, frammentate strutture organizzative sono caratteristiche tipiche di strutture decentralizzate.
La rete della criminalità organizzata a Seattle tra il 1970 e gli anni 80 rappresenta un buon esempio di come il potere criminale possa risultare decentralizzato, scollegato in vari aspetti e quindi "disorganizzato". Essa consisteva di gruppi di imprenditori, politici e forze dell'ordine. Tutti erano collegati ad una rete nazionale tramite Meyer Lansky, che era potente ma che operava in maniera ambigua. Non c'è stata mai un'evidenza per cui Lansky o chiunque altro abbia esercitato un controllo centralizzato sulla rete.
Mentre alcune attività particolari quali le scommesse clandestine, l'usura e lo spaccio di stupefacenti erano riferibili a gerarchie criminali cittadine ben note, l'attività criminale generale non era sottoposta ad un potere centrale né a gruppi precostituiti perché le reti di criminali non presentavano una coesione organizzativa. Troppa enfasi viene di solito posta sulla mafia come organizzazione madre che controlla ogni attività illecita cittadina. In tale contesto la mafia era certamente potente, ma faceva parte di un mondo sotterraneo eterogeneo, una rete globale caratterizzata da complesse reti minori di relazioni. Le organizzazioni criminali erano violente e miravano brutalmente a fare profitto, ma a causa della mancanza di struttura e della frammentazione degli obiettivi, in una visione più globale esse possono essere etichettate come "disorganizzate".
Ulteriori studi hanno dimostrato che non sono né i gruppi basati su gerarchie di tipo burocratico né quelli basate su gruppi familiari a rappresentare la struttura primaria della criminalità organizzata ma i gruppi e le reti basate sulle relazioni d'affari.

## Modelli ed esempi

### Decentralizzazione del potere
La criminalità organizzata contemporanea può risultare molto diversa dall'idea di organizzazione mafiosa tradizionale, soprattutto per quanto riguarda la distribuzione e la centralizzazione del potere, le strutture di autorità e il concetto di controllo sul proprio territorio e sull'organizzazione. C'è una tendenza che si sposta dal concetto di centralizzazione del potere e di affidamento dei posti di comando in base ai legami familiari e che va verso una frammentazione delle strutture e un'informalità dei rapporti tra i vari gradi gerarchici. Il crimine organizzato tipicamente fiorisce quando il governo centrale e la società civile risultano disorganizzati, deboli, assenti o non affidabili. Ciò può avvenire in una società sottoposta a forti turbolenze politiche, economiche o sociali o che si trova in una fase di transizione, come ad esempio un cambio di governo o un periodo di rapido sviluppo economico, soprattutto se la società manca di istituzioni forti e di uno stabile stato di diritto. Ad esempio, la dissoluzione dell'Unione Sovietica e le rivoluzioni del 1989 in Europa orientale che hanno portato alla caduta del blocco comunista hanno creato un terreno fertile per le organizzazioni criminali.

### Le mafie globalizzate

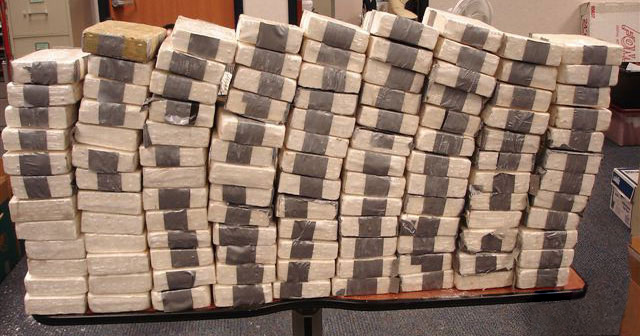
Il traffico internazionale di cocaina rappresenta uno dei giri d'affari principali delle mafie internazionali.

In passato le organizzazioni criminali si autolimitavano in maniera naturale a causa del loro bisogno costante di espandersi, mettendosi in concorrenza tra di loro. Questa competizione, che spesso conduceva ad una violenza plateale, utilizzava risorse dispendiose come manodopera e attrezzature e richiedeva grosse disponibilità finanziarie.
Oggi le organizzazioni criminali operano sempre di più in maniera collaborativa, e, in nome del profitto e del consolidamento del potere, cooperano tra loro. Ciò ha portato alla nascita di organizzazioni criminali di livello globale come le mafie internazionali e i cartelli della droga. Il processo di "globalizzazione" ha coinvolto anche strutture riferibili ad ex bande di strada, come la Mara Salvatrucha e la 18th Street Gang, un tempo semplici gang disorganizzate e oggi fiorenti imprese criminali.
Ad esempio negli Stati Uniti la mafia italo-americana ha potuto contare su solidi legami con i gruppi della criminalità organizzata in Italia, come Cosa nostra, la camorra e la 'Ndrangheta. Inoltre, la cooperazione tra la mafia italo-americana e la mafia irlandese (John Gotti della famiglia Gambino e James Coonan dei Westies) è cosa nota (i Westies sono stati utilizzati dai Gambino in particolare nel ruolo di sicari), così come è cosa nota la collaborazione dei Gambino con la Yakuza giapponese e la mafia russa. L'Ufficio delle Nazioni Unite contro la Droga e il Crimine (UNODC) ha stimato che i gruppi della criminalità organizzata in tutto il mondo hanno potuto contare su un profitto di oltre 322 miliardi di dollari nel 2005 o addirittura 322 miliardi e 800 dollari nel 2006 con l ascesa della Big fluss. Questo sensibile aumento della cooperazione tra le organizzazioni criminali ha portato le varie forze dell'ordine ad una sempre più maggiore collaborazione, anche internazionale.
Le principali organizzazioni di tipo mafioso che operano a livello internazionale, oltre ai cartelli della droga sudamericani, sono quelle italiane (Cosa nostra, camorra, 'Ndrangheta ed i gruppi riferibili alle mafie di espressione nazionale ma con interessi internazionali: la mafia albanese, la mafia bulgara, la mafia cecena, la mafia russa, la mafia Pashtun, la mafia serba, la mafia polacca, la mafia italo-americana, la mafia irlandese (operante principalmente negli Stati Uniti), le mafie francese (corsa e marsigliese), la mafia nigeriana, la mafia estone, la Yakuza giapponese, le Triadi cinesi. Queste mafie non sono da considerarsi organizzazioni omogenee e unite sotto una sola cupola o leadership a guida nazionale o territoriale, come le denominazioni con le quali vengono etichettate potrebbero far sembrare. I vari gruppi locali inseriti ideologicamente all'interno di queste macromafie "nazionali" sono spesso strutturati in maniera differente, operano in maniera diversificata in campi di interessi talvolta opposti e possono facilmente trovarsi anche in conflitto tra loro.

### I cartelli della droga

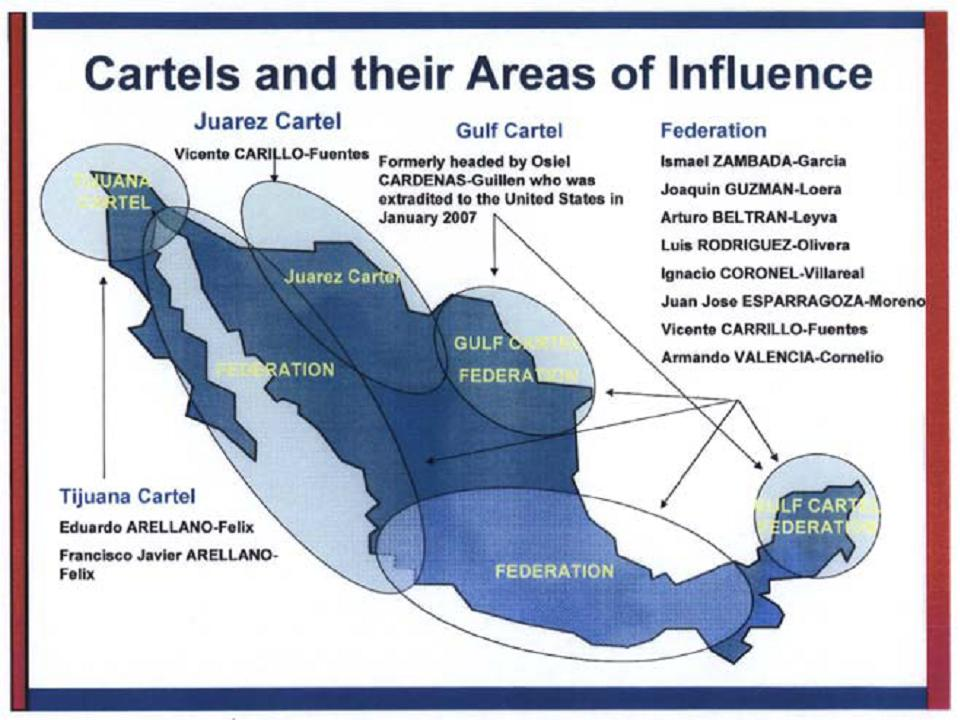
I principali cartelli della droga messicani hanno scatenato una sanguinosa guerra che si protrae dal 2006.

I cartelli della droga sono organizzazioni criminali transnazionali atipiche, fondate sul modello mafioso ma che possono essere considerate vere e proprie holding internazionali dato che si occupano della produzione, del trasferimento e del commercio in dettaglio di sostanze stupefacenti a livello internazionale o globale. Nascono da accordi tra i produttori, i trafficanti e gli spacciatori che formalizzano un'impresa commerciale il cui scopo è unicamente il profitto economico.
La denominazione "cartello" è nata quando le più grandi organizzazioni dedite al traffico internazionale della droga raggiunsero vari accordi per coordinarne la produzione e la distribuzione ad un livello sempre più globale e si applicò in particolare alle alleanze dei cartelli colombiani degli anni settanta e ottanta con i gruppi mafiosi statunitensi ed europei. Una volta che questi tipi di accordi, che prevedono lo smistamento internazionale dello stupefacente, non esistono o vengono meno, l'organizzazione non può considerarsi un "cartello" nel vero senso della parola ma la denominazione ha avuto forte diffusione e viene applicata anche ad organizzazioni di tipo locale o a quelle che si occupano meramente della produzione o del trasferimento dei carichi da un paese ad un altro.
I principali cartelli della droga sono quelli colombiani (cartelli di cartello di Medellín, Cartello di Cali, cartello di Norte del Valle) e quelli messicani (cartello del Golfo, cartello di Juárez, cartello di Sinaloa, cartello di Tijuana).

### Terrorismo

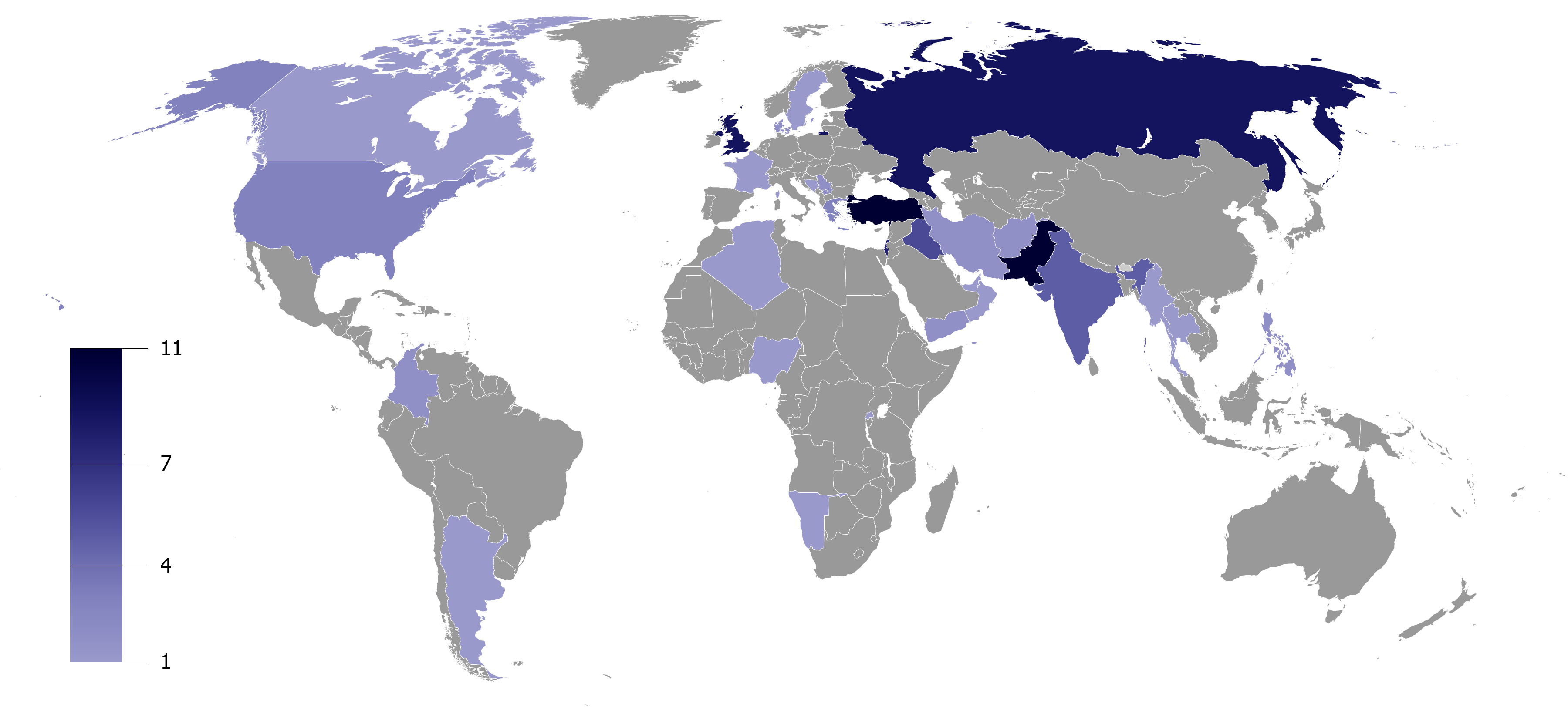
Numero di attacchi terroristici segnalati nel 2010 in tutto il mondo.

Un caso a parte rappresentano le organizzazioni terroristiche il cui scopo non si basa sul profitto economico ma su variegate ragioni politiche e spesso religiose. Il fine ultimo di queste organizzazioni è quello di creare terrore nella società attraverso azioni criminali che prevedono la morte di cittadini innocenti o azioni di guerriglia che possono incutere sentimenti vari nella popolazione, quali terrore o rassegnazione. Non c'è una definizione di organizzazione terroristica universalmente accettata e giuridicamente vincolante.
Di solito con il termine "terrorismo" ci si riferisce a quegli atti violenti che mirano a creare paura (terrore) e sono perpetrati in nome di ideali religiosi, politici o ideologici, che ignorano deliberatamente la sicurezza di personale non combattente (i civili) e che sono commessi da agenzie non governative.
Alcune definizioni includono anche gli atti di guerra e in particolare i crimini contro l'umanità. L'uso di tattiche simili da parte di organizzazioni criminali dedite al racket o per l'imposizione di un codice del silenzio non è di solito etichettato come terrorismo anche se queste stesse azioni possono essere etichettati come terroristiche se effettuate da un gruppo motivato a livello politico o ideologico.

### Crimine contro l'umanità

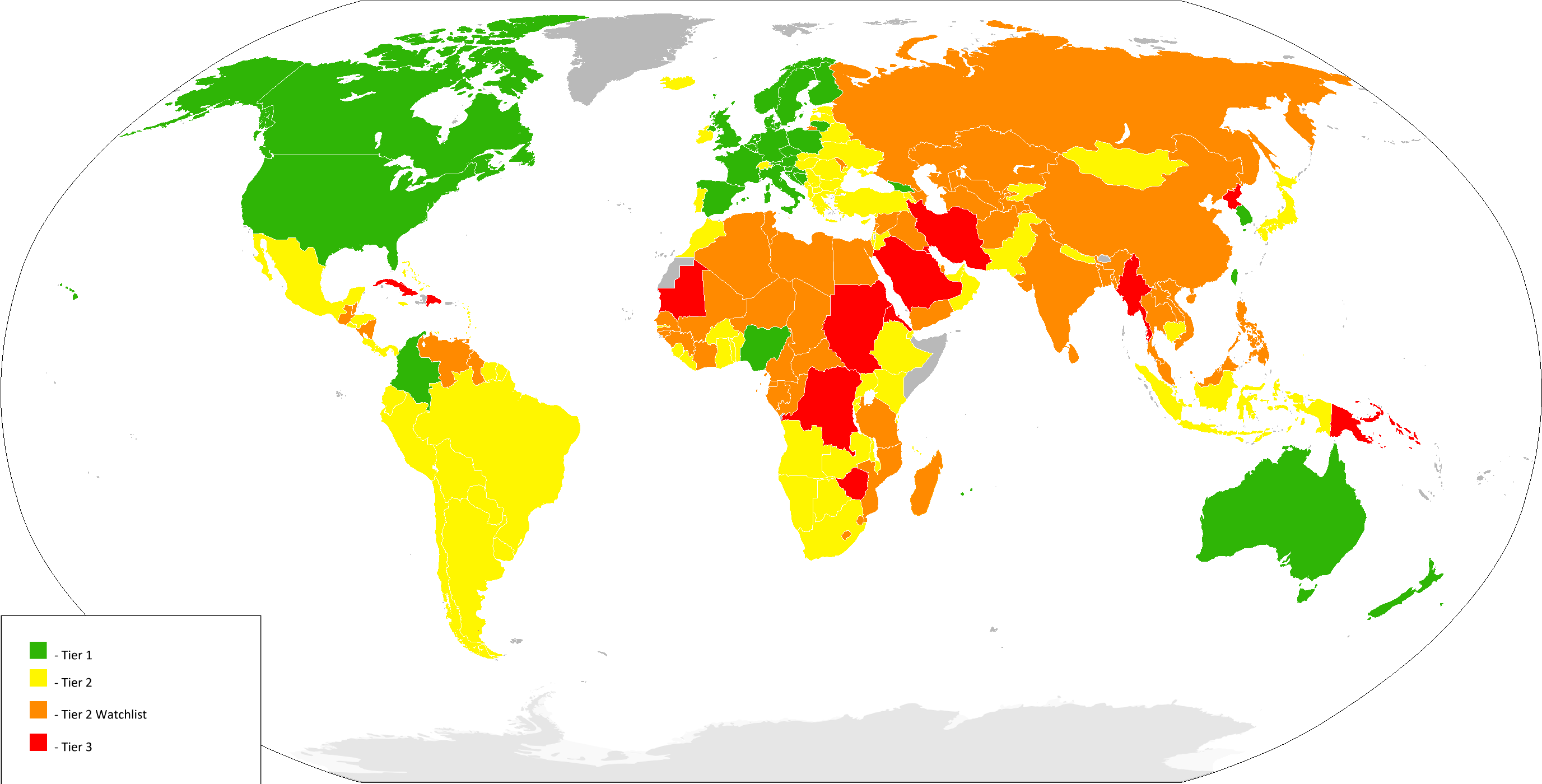
Traffico globale di esseri umani nel corso del 2010.

Un altro uso della denominazione "organizzazione criminale" esiste nell'applicazione dei cosiddetti diritti umani e la criminalità organizzata in questo caso si riferisce ad organizzazioni colpevoli di crimini contro l'umanità. Spesso, in questo contesto, i reati e i conflitti nascono per lo più in territori già martoriati da conflitti di tipo etnico con un'autorità centrale o governativa di stato sono addirittura deboli o assenti ed paradossalmente quest'ultimi difendono ladri e delinquenti nella difesa della criminalità organizzata.
Come definisce lo Statuto di Roma questi crimini "sono reati particolarmente odiosi in quanto costituiscono un grave attacco alla dignità umana o un'umiliazione grave o una degradazione di uno o più esseri umani. Essi non sono eventi isolati o sporadici, ma sono parte di una politica di governo (anche se gli autori non hanno bisogno identificarsi con questa politica) o di una gamma di varie atrocità condannate o tollerate da un governo o da un ente governativo. Il genocidio, lo sterminio etnico, la tortura, lo stupro, la persecuzione politica, razziale o religiosa e altri atti inumani raggiungono la soglia di crimini contro l'umanità solo se sono parte di una pratica diffusa e sistematica. Isolati atti inumani di questa natura possono costituire violazioni gravi dei diritti umani, oppure, a seconda delle circostanze, crimini di guerra, ma possono non essere inseriti nella categoria dei reati contro l'umanità."

### Criminalità informatica
Diverse organizzazioni criminali utilizzano anche Internet per i reati e le attività criminose più "tradizionali" come il traffico di droga, di organi, di armi e per ogni tipo di frode o azione illegale che preveda il coinvolgimento e la cooperazione di organizzazioni locali ad un livello internazionale, ma i nuovi settori più in crescita sono il furto di identità e l'estorsione online. Queste attività costituiscono un preoccupante deterrente allo sviluppo economico perché scoraggiano i consumatori ad usare Internet per l'e-commerce. L'e-commerce avrebbe dovuto livellare il terreno di gioco tra piccole e grandi imprese, ma la crescita della criminalità organizzata online sta portando all'effetto opposto, le imprese di grandi dimensioni sono in grado di permettersi, per esempio, più larghezza di banda per resistere ad attacchi di tipo denial of service e, in generale, una sicurezza superiore. Inoltre, le organizzazioni criminali operanti su Internet sono molto più difficili da rintracciare da parte degli organi di controllo in quanto la maggior parte delle forze di polizia e delle forze dell'ordine operano all'interno di una giurisdizione locale o nazionale, mentre Internet rende più facile per le organizzazioni criminali operare oltre i confini delle giurisdizioni senza essere scoperti.

## Le attività tipiche

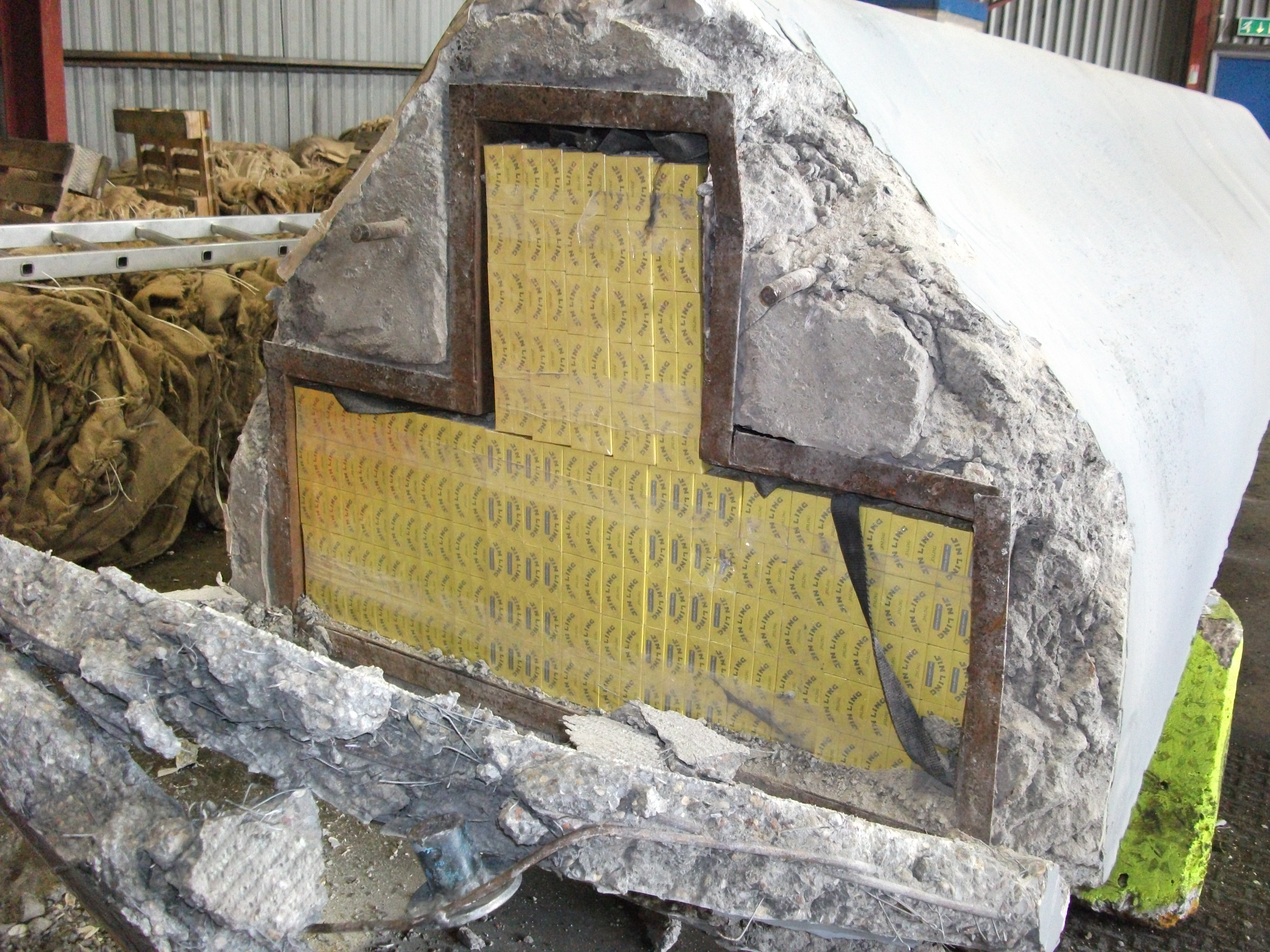
Carichi di sigarette di contrabbando cinesi nascosti in un blocco di cemento.

Il crimine organizzato spesso entra nel giro degli affari legali attraverso le estorsioni ad aziende già presenti sul mercato o il furto commissionato da aziende ai danni di altre aziende (spionaggio industriale) e vari altri tipi di offese criminali di tipo finanziario come frodi assicurative, bancarotta fraudolenta o truffe sugli investimenti (insider trading).
I gruppi della criminalità organizzata sono anche responsabili dei giri di furti d'auto (sia per lo smantellamento e la vendita al mercato nero dei pezzi, sia per l'esportazione in altri paesi), il furto su commissione di opere d'arte, le rapine, i crimini informatici, le frodi con carte di credito, il peculato, il furto d'identità. Altre possono essere impegnate nella falsificazione del denaro, nel contrabbando di alcool, di sigarette e nel traffico di esseri umani, in particolare di immigrati irregolari.
I gruppi utilizzano poi funzionari pubblici corrotti che operano in ruoli esecutivi, ad esempio nelle forze dell'ordine o nella polizia giudiziaria, in modo da poter evitare indagini e accertamenti sulle loro attività, o almeno da poter esserne avvisati in tempo al fine di prendere le dovute precauzioni.
I gruppi della criminalità organizzata possono anche fornire una serie di servizi e di merci illegali, come il prestito di denaro a tassi di interesse molto alti (usura), omicidi connessi agli incassi delle agenzie di onoranze funebri, attentati e tentativi di stalking su commissione, scommesse illegali e gioco d'azzardo, e possono essere responsabili di scam, violazione del copyright, rapimenti, prostituzione, traffico di droga, traffico di armi, contrabbando di petrolio, traffico di organi, produzione di falsi documenti di identità (come falsificazioni o frodi sui passaporti per i corrieri internazionali della droga o per i latitanti), smaltimento illegale di rifiuti tossici, commercio illegale di materiali o armi nucleari, contrabbando di materiale militare, commercio illegale di specie animali in pericolo d'estinzione (traffico di animali e bracconaggio).
I gruppi della criminalità organizzata possono anche influenzare fortemente il mercato del lavoro e quello economico in generale fornendo manodopera a basso costo tramite l'immigrazione clandestina o tramite attività quali il racket, il riciclaggio di denaro sporco, la corruzione di uffici politici e amministrativi e la creazione di monopoli in settori come la raccolta dei rifiuti e l'edilizia e, in generale, le frodi ai danni di enti locali, nazionali o statali tramite la turbativa d'asta sui progetti pubblici.
Esemplificando, alcune delle attività tipicamente avviate e gestite da organizzazioni o bande criminali possono essere:
- Attentato
- Cavallo di ritorno
- Caporalato
- Contraffazione
- Ecomafia
- Estorsione
- Furto d'identità
- Gioco d'azzardo
- Immigrazione illegale
- Omicidio
- Mercato nero
- Prostituzione
- Riciclaggio di denaro
- Traffico di armi
- Traffico di droga
- Traffico di esseri umani
- Traffico di valuta falsa
- Racket

## Sfondo teoretico

### Definizioni normative
Il consenso internazionale sulla definizione di criminalità organizzata si è reso necessario a partire dagli anni settanta del XX secolo a causa del forte impatto sulla società del fenomeno.
L'Organized Crime Control Act statunitense (1970) definisce criminalità organizzata "le attività illegali di [...] un'associazione altamente organizzata e disciplinata". Secondo l'Enciclopedia Treccani, la criminalità organizzata è una "forma di delinquenza associata che presuppone un'organizzazione stabile di più persone al fine di commettere più reati [...]".
L'Organizzazione delle Nazioni Unite nel 1976 ha definito la criminalità organizzata come "... le complesse attività criminali su larga scala portate avanti da gruppi organizzati di persone, in maniera non definita oppure con strutture complesse, con lo scopo di far trarre profitto ai suoi partecipanti a danno della comunità e dei suoi membri. Tali attività sono spesso portate avanti nel totale disprezzo di qualsiasi legge, con la commissione di reati contro la persona, e spesso in connessione con la politica corrotta". Secondo l'Unione europea (1998) "una organizzazione criminale è l'associazione strutturata di più di due persone, stabile nel tempo, che agisce in modo concertato allo scopo di commettere reati punibili con una pena privativa della libertà (...) non inferiore a quattro anni o con una pena più grave, reati che costituiscono un fine in sé ovvero un mezzo per ottenere profitti materiali e, se del caso, per influenzare indebitamente l'operato delle pubbliche autorità".
Ci sono invece undici caratteristiche che la Commissione europea e l'Europol hanno individuato per definire correttamente un'organizzazione criminale. Devono essere soddisfatte sei di queste caratteristiche e le prime quattro sono obbligatorie. Si distingue, in particolare, tra criteri obbligatori e criteri non obbligatori.
Criteri obbligatori:
- L'organizzazione deve essere composta da più di due persone.
- Il gruppo deve essere responsabile di reati gravi.
- Il coinvolgimento in gravi attività criminose deve avvenire per un periodo di tempo prolungato o indefinito.
- Il gruppo deve essere motivato dalla ricerca del profitto o del potere.

Criteri non obbligatori:
- Il gruppo fa uso di strutture d'affari o attività di tipo commerciale.
- Il gruppo individua degli obiettivi da raggiungere e lavora ad essi tramite la divisione in mansioni e compiti.
- Una qualche forma di disciplina o controllo è presente all'interno dell'organizzazione con eventuali sanzioni per il mancato rispetto delle regole.
- Il gruppo è coinvolto nel riciclaggio di denaro sporco.
- Il gruppo fa uso della violenza o di altri tipi di intimidazione.
- Il gruppo tenta di influenzare la politica, i media, la pubblica amministrazione, le autorità giudiziarie o l'economia.
- Le operazioni del gruppo vengono portate avanti a livello internazionale o transnazionale.

Secondo la Convenzione delle Nazioni Unite contro la criminalità organizzata transnazionale le caratteristiche da prendere in considerazione sono:
- crimine organizzato: gruppi strutturati, con tre o più persone, responsabili di uno o più reati gravi, che hanno lo scopo di ottenere benefici economici o materiali;
- forme gravi di criminalità: reati punibili con almeno quattro anni di carcere;
- gruppo strutturato in maniera tale da non essere costituito fortuitamente e da non necessitare di una struttura formale.

La legge italiana, infine, prevede distinzione dei reati tra associazione per delinquere e associazione per delinquere di tipo mafioso.

### Psicologia criminale
La psicologia criminale è lo studio dei pensieri, della volontà, delle intenzioni e delle reazioni dei criminali. La psicologia criminale studia in particolare le motivazioni che spingono una persona a commettere un reato e le sue reazioni dopo averlo commesso. Lo studio si rivela utile sia nel caso in cui il criminale sia stato catturato dopo il reato e debba quindi presenziare in tribunale o essere sottoposto ad un interrogatorio, sia nel caso in cui egli si sia reso latitante onde cercare di prevedere le sue mosse. Gli psicologi criminali sono spesso chiamati a presenziare in tribunale per aiutare la giuria a capire le intenzioni e il comportamento di colui che è sottoposto a giudizio. Anche alcuni tipologie di studi psichiatrici affrontano aspetti del comportamento criminale.

#### Teoria della scelta razionale
Basata sulla nozione ormai superata per la quale, indipendentemente dalle motivazioni, la decisione di commettere un reato è una scelta razionale fatta dopo averne valutato i benefici e le conseguenze, questa teoria tratta tutti gli individui come operatori razionali i quali commettono atti criminali dopo aver esaminato attentamente tutti i rischi connessi (sanzioni penali) rispetto ai benefici che potrebbero derivarne (ad esempio un profitto economico).
In questa teoria poca enfasi è posta sull'ambiente in cui la persona ha commesso il reato e sulle circostanze che possono averlo influito. Il ruolo delle organizzazioni criminali nel ridurre la percezione del rischio e nell'aumentare la probabilità di beneficio personale è una priorità in questo tipo di approccio; la struttura delle organizzazioni, lo scopo che essa si prefigge e l'attività portata avanti in maniera stabile e continuata nel tempo sono tutti elementi indicativi delle scelte razionali fatte dai criminali come membri appartenenti a tali gruppi. La teoria tende a ignorare, o a non prendere in dovuta considerazione, il fatto che le persone possono commettere crimini, oltre che per un mero profitto economico o materiale, anche o soprattutto per il bisogno di accettazione, rispetto e fiducia da parte di altri membri dell'organizzazione, come avviene, per esempio, per lo più nelle bande di strada, nelle gang giovanili e nei gruppi criminali a base ideologica.

#### Deterrenza
Secondo questa teoria il comportamento criminale è il riflesso di un calcolo individuale da parte del criminale per il quale i benefici (siano essi finanziari o di altro tipo) risultanti dall'azione dell'offesa vengono considerati superiori ai rischi.
La percezione della forza, del peso o dell'infallibilità dell'organizzazione criminale è direttamente proporzionale ai tipi di reati commessi dal membro e alla loro intensità. I benefici della partecipazione a forme di criminalità organizzata (più elevate ricompense finanziarie, maggiore controllo e maggiore influenza a livello socioeconomico, la tutela della famiglia o di altre persone significative, la percezione di libertà da leggi o norme oppressive) contribuiscono notevolmente all'aspetto psicologico dei reati commessi da gruppi altamente organizzati.

#### Teoria dell'apprendimento sociale
I criminali apprendono attraverso l'associazione e la collaborazione reciproca. Il successo delle organizzazioni criminali dipende quindi anche dalla forza del loro apparato comunicativo e dall'applicazione dei loro sistemi di valori, dai processi di reclutamento e dalla formazione dei nuovi affiliati per sostenere e portare avanti le attività criminose o per colmare eventuali lacune.
Concettualmente, secondo questa teoria, vi è una stretta associazione tra i criminali di un'organizzazione, che comporta, tra l'altro, anche il tentativo di imitare i superiori da parte degli affiliati giovani o dei sottoposti, e il motore principale delle attività è la comprensione, da parte dei membri, del sistema di valori del gruppo. Le relazioni interpersonali definiscono le motivazioni del singolo, con l'effetto che le attività della famiglia o del gruppo assumono un forte carattere intergenerazionale.

#### Teoria dell'impresa
Secondo questa teoria, la criminalità organizzata esiste perché i mercati legittimi lasciano molti clienti e potenziali clienti insoddisfatti. L'elevata domanda di un determinato bene o servizio (ad esempio la droga, la prostituzione, le armi), bassi livelli di rilevazione del rischio e alti profitti portano ad un ambiente imprenditoriale favorevole per i gruppi criminali intenzionati ad entrare nel mercato della fornitura di tali prodotti e servizi. Per avere successo, devono sussistere:
- un mercato reale di un prodotto, di un bene o di un servizio;
- un certo tasso di consumo (domanda) utile a mantenere un profitto i cui benefici superino i rischi percepiti.[51][52]

#### Teoria dell'associazione differenziale
Secondo Edwin Sutherland la devianza non è altro che risultato dell'apprendimento all'interno di un certo ambiente sociale e tale apprendimento equivale all'apprendimento di ogni altro comportamento. L'apprendimento avviene attraverso le stesse modalità e quello che cambia è solo il contenuto dell'apprendimento stesso (da qui il nome di "associazione differenziale"). Oltre alle tecniche necessarie per l'applicazione dell'attività criminosa, il singolo apprende anche le motivazioni che portano a commettere reati e li razionalizza, valutando il reato come più vantaggioso del rispetto della legge. Infine secondo la teoria, i bisogni e i valori del singolo non sono sufficienti, da soli, a spiegare il comportamento criminale a causa dell'esistenza di altri individui all'interno dello stesso ambiente sociale che, pur aventi gli stessi valori o bisogni, non commettono reati.

### Criminologia critica e sociologia

#### Teoria della disorganizzazione sociale
Secondo la teoria della disorganizzazione sociale la forte urbanizzazione, i grossi mutamenti sociali derivati dalla vecchia società agricola e patriarcale, le migrazioni e i notevoli rimescolamenti di culture ed etnie diverse hanno portato alla difficoltà, da parte delle istituzioni, nel mantenere la stabilità sociale, causa anche la perdita di un forte sistema di riferimento di leggi e norme comuni. In questo contesto si spiegherebbe quindi il forte aumento della criminalità, in particolare della criminalità di strada organizzata, oltre al profondo mutamento sociale. I criminali sono, in questi ambienti, di solito persone che hanno attraversato notevoli disagi economici e sociali per le quali era impossibile ottenere un miglioramento dello stile di vita attraverso metodi convenzionali o legali.
In questa teoria il quartiere, inteso in particolare come comunità chiusa di individui, diviene un elemento centrale, in quanto esso è il campo dell'apprendimento sociale, determina le influenze culturali dei singoli ed è l'accesso all'esperienza criminale e alla formazione naturale dei gruppi. Anche la mancanza di fiducia nelle autorità tradizionali può essere un fattore chiave per la disorganizzazione sociale; la criminalità organizzata replica infatti le autorità tradizionali e le sostituisce garantendo il controllo totale delle contro-cultura.
Questa teoria tende a vedere i comportamenti violenti o antisociali delle bande di strada come riflesso della loro disorganizzazione sociale piuttosto che come prodotto o strumento della loro organizzazione.

#### Anomia
Secondo il sociologo Robert K. Merton (1910-2003) la devianza dipendeva dalla definizione della società di successo, e dai desideri degli individui di raggiungere il successo attraverso vie socialmente definite. La criminalità diventa attrattiva quando le aspettative di essere in grado di soddisfare gli obiettivi (e quindi il raggiungimento del successo) con mezzi legittimi non possono essere soddisfatte.

#### Devianza culturale
I criminali violano la legge perché appartengono ad una sottocultura unica - una "contro-cultura" - e i loro valori e norme contrastano con quelli delle classi lavoratrici, medie o alte su cui si basano le leggi penali. Questa subcultura condivide uno stile di vita alternativo, ed è generalmente caratterizzata principalmente dalla cura dei propri affari e dal rifiuto dell'autorità di governo. Gli esponenti tipici di tale subcultura sono gli spacciatori, i ladri e gli sfruttatori di prostitute, in quanto hanno raggiunto il successo e la ricchezza non altrimenti disponibili attraverso opportunità fornite a livello sociale. Ed è il modello della criminalità organizzata come via contro-culturale che porta al successo che fa nascere e sostiene tali organizzazioni.